# Shpëtim Idrizi
Shpëtim Hysni Idrizi (* 7. Juli 1967 in Tirana) ist ein albanischer Politiker. Er ist seit 2011 Vorsitzender der Partei für Gerechtigkeit, Integration und Einheit (PDIU) und seit Mai 2015 der stellvertretende Vorsitzende des albanischen Parlaments.

## Leben
Idrizi hat zwischen 1987 und 1991 Wirtschaftsadministration an der Fakultät für Wirtschaft an der Universität Tirana studiert. 1999 promovierte er an der Fakultät für Recht.
Der heutige Politiker arbeitete lange Zeit für die Nationalen Agentur für Privatisierungen, bis er 2002 für ein Jahr im Finanzministerium die Steuerabteilung übernahm und dann für zwei Jahre in die Zollabteilung wechselte. 2005 wurde er für seine Partei PDI (Partei für Gerechtigkeit und Integration) ins Albanische Parlament gewählt.
2011 wurde er zum Vorsitzenden der neu formierten Partei für Gerechtigkeit, Integration und Einheit gewählt, welche die Rechte der Çamen vertritt. Im Mai 2015 wurde er stellvertretender Vorsitzender des albanischen Parlaments.
Idrizi ist praktizierender Muslim.